# Erwin Strittmatter
Erwin Strittmatter (Spremberg, 14 de agosto de 1912-Schulzenhof, 31 de enero de 1994) fue un escritor sorbio-alemán, uno de los más conocidos de la República Democrática Alemana (RDA).

## Vida
Paso su infancia en Bohsdorf, en Baja Lusacia, donde sus padres regentaban una panadería y una tienda de productos originarios de las colonias europeas. Entre 1924 y 1930 acudió en Spremberg al gimnasio que en la actualidad lleva su nombre.
Entre 1930 y 1932 se formó como panadero, y después trabajó como oficial de panadería, camarero, peón y cuidador de animales. Influenciado por su familia y entorno, se afilió al Partido Socialdemócrata de Alemania durante el régimen nazi.
Se casó en 1937, y al año siguiente tuvo su primer hijo; empezó a trabajar en la Thüringischen Zellwolle-AG. En septiembre de 1939, poco después del inicio de la Segunda Guerra Mundial y debido a su edad, fue llamado a filas por la Wehrmacht. Según reporta Anette Leo en su biografía sobre Strittmatter del año 2012, en octubre se inscribió en la policía urbana como alternativa al ejército. Sin embargo, finalmente no fue reclutado y continuó trabajando en la Thüringischen Zellwolle-AG. En febrero de 1941, después de formarse en Eilenburg, fue reclutado por el Batallón de Policía 325. En el inicio del verano de 1942 esa unidad se unió con el Batallón de Policía 302 y el Batallón de Policía 312 para formar un regimiento de policías y Gebirgsjäger, que después de una misión breve en Eslovenia, marchó a Finlandia y después a Grecia; durante estas misiones trabajaba en la novela Der Wundertäter. En verano de 1944 fue traslado a la oficina principal de la Ordnungspolizei en Berlín. Poco antes del final de la guerra desertó. El investigador literario Werner Liersch criticó a Strittmatter por haber mantenido en secreto a lo largo de su vida su relación con la Waffen-SS.

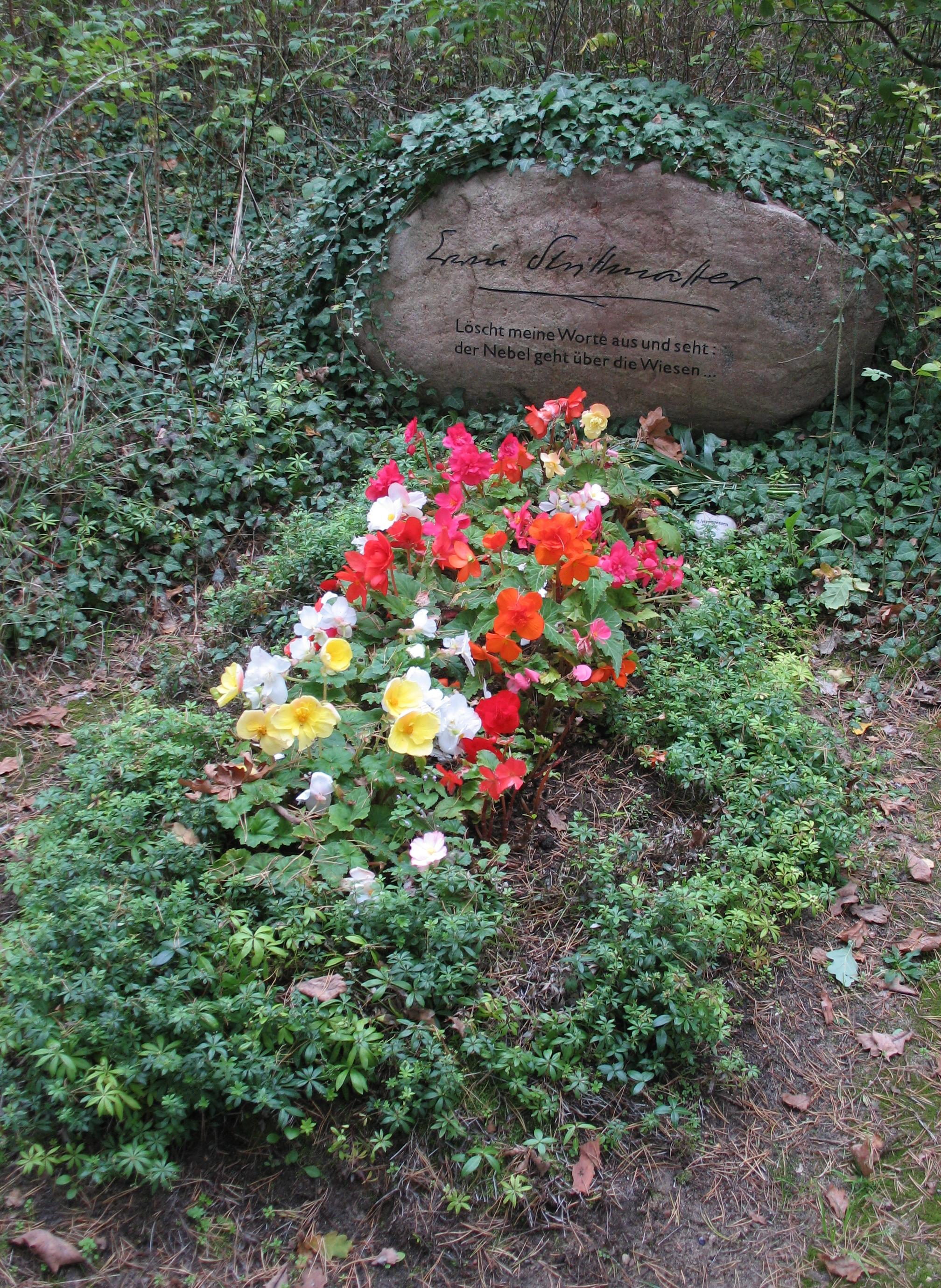
Tumba de Erwin Strittmatter.

Después de la guerra trabajó como panadero y luego como redactor en Senftenberg en el periódico Märkische Volksstimme. Desde 1947 también trabajo como director de departamento en siete pequeños municipios de Baja Lusacia.
A partir de 1954 residió en Schulzenhof, donde trabajó como escritor y criador de caballos hasta el día de su muerte. Entre 1959 y 1961 fue primer secretario de la Deutscher Schriftstellerverband.
Se ha estudiado y analizado ampliamente la relación de Strittmatter con la Stasi; entre los años 1958 y 1964 fue Geheimer Informator. En 2011 se supo que, poco después de la construcción del muro de Berlín, evitó que Günter Grass fuera detenido por la Stasi aprovechando una breve estancia de este en la RDA.
En 1956 se casó en terceras nupcias con la poetisa Eva Strittmatter, y desde 1957 su mujer residió con él en Schulzenhof. Criaron cuatro hijos, de los cuales tres eran de los dos; otros cuatro hijos de anteriores matrimonios no vivían con ellos. La periodista Judka Strittmatter es su nieta.
Dentro de su círculo de amigos se encontraban Halldór Laxness, Lew Kopelew, Karl Foerster y Hubertus Giebe.
Se encuentra enterrado en Ortsteil Dollgow, junto a su mujer y enfrente de la tumba de un hijo suyo.

## Obra

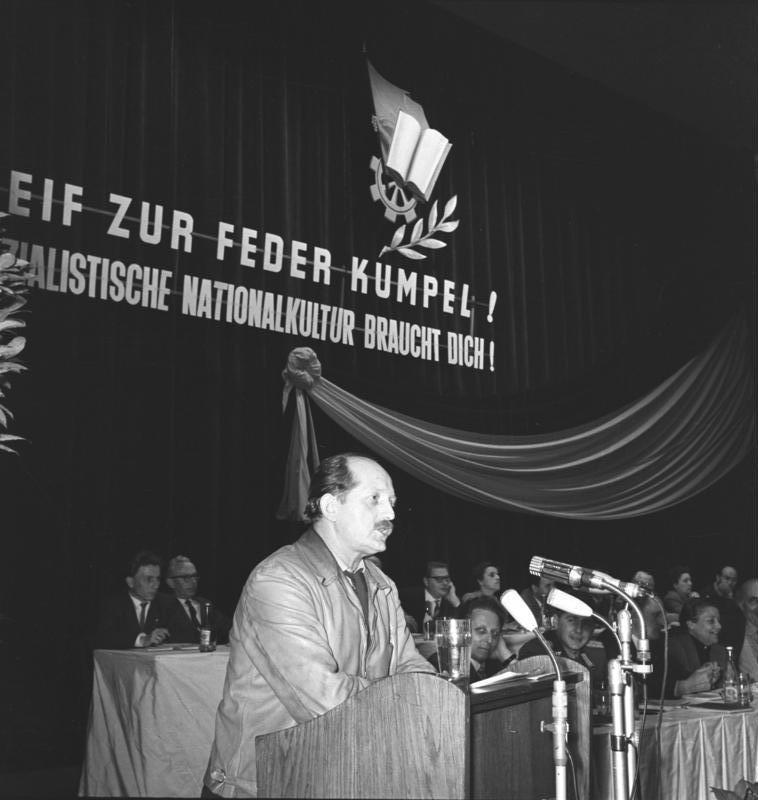
Erwin Strittmatter durante el congreso de Bitterfeld (1959), donde se definió el camino de Bitterfeld.

En 1950 apareció su primera obra, Ochsenkutscher. Hasta 1953 fue asistente de Bertolt Brecht en el Berliner Ensemble. En 1963 aparece Ole Bienkopp, que se convirtió en una de las novelas más leídas de la RDA. A pesar de los duros ataques de la crítica oficial de la RDA recibió el Premio Nacional en 1964. A partir de esta fecha se dedicó durante nueve años a escribir prosa. Esta fase, a veces llamada su «década novelística», finalizó en 1972 con la publicación de Wie ich meinen Großvater kennenlernte.
Después de Die Wende continuó escribiendo con profusión. En 1992 publicó, entre otros trabajos, la última novela de su trilogía Der Laden; esta obra autobiográfica rinde homenaje a la simbiosis cultural existente entre los alemanes y los sorbios. En 1998 el director Jo Baier adaptó al cine la trilogía.
Sus obras se han traducido a unos cuarenta idiomas.

## Premios
- 1953 Premio Nacional de la RDA categoría III
- 1955 Premio Nacional de la RDA categoría III
- 1958 Preis beim Preisausschreiben für Kinder- und Jugendliteratur des Ministeriums für Kultur der DDR
- 1959 Orden del Mérito Patriótico (plata)
- 1961 Premio Lessing de la RDA
- 1964 Premio Nacional de la RDA categoría III
- 1970 Medalla Johannes R. Becher
- 1972 Bandera del Trabajo
- 1974 Orden de Karl Marx
- 1975 Kunstpreis des FDGB
- 1976 Premio Nacional de la RDA categoría I por toda su obra
- 1978 Kunstpreis des FDGB
- 1982 Orden del Mérito Patriótico (oro)
- 1984 Premio Nacional de la RDA categoría I
- 1987 Doctor honoris causa por la Hochschule für Landwirtschaft en Meißen, Héroe del Trabajo y ciudadano de honor de Dollgow
- 1988 Ciudadano de honor de Kreises Spremberg

## Obras
| - Ochsenkutscher (1950) - Eine Mauer fällt (1953) - Katzgraben (1953) - Tinko (1954) - Paul und die Dame Daniel (1956) - Katzgraben – Szenen aus dem Bauernleben Mit einem Nachspiel (1958) - Der Wundertäter (1957, 1973, 1980) - Die Holländerbraut (1959) - Pony Pedro (1959) - Ole Bienkopp (1963) - Schulzenhofer Kramkalender (1966) - Die Holländerbraut – Schauspiel in fünf Akten (1967) - Ein Dienstag im Dezember (1969) - Ein Dienstag im September (1970) - 3/4hundert Kleingeschichten (1971) - Wie ich meinen Großvater kennenlernte (1972) - Die blaue Nachtigall (o Der Anfang von etwas) (1976) - Sulamith Mingedö, der Doktor und die Laus (1977) - Meine Freundin Tina Babe (1977) - Die Nachtigall-Geschichten (1972, 1977, 1985) - Die alte Hofpumpe (1979) | - Selbstermunterungen (1981) - Wahre Geschichten aller Ard(t) (1982) - Der Laden (1983, 1987, 1992) - Ponyweihnacht (1984) - Grüner Juni (1985) - Lebenszeit (1987) - Die Lage in den Lüften (1990) - Der Weihnachtsmann in der Lumpenkiste (2003) - Flikka (1992) - Vor der Verwandlung (editado por Eva Strittmatter, 1995) - Geschichten ohne Heimat (2002) - Wie der Regen mit dem See redet (2002) - Kalender ohne Anfang und Ende – Notizen aus Piestany (editado por Eva Strittmatter, 2003) - Lebenszeit – Ein Brevier (2005) - Todesangst – Eine Nacht (2005) - Nachrichten aus meinem Leben – Aus den Tagebüchern 1954–1973 (editado por Almut Giesecke, 2012) - Der Zustand meiner Welt – Aus den Tagebüchern 1974–1994 (editado por Almut Giesecke, 2014) |